# Шемахински рејон
Шемахински рејон (азер. Şamaxı rayonu), једна је од 78 административно-територијалних јединица Азербејџана. Налази се у пределу региона Планински Ширван. Административни центар рејона се налази у граду Шемаха.
Шемахински рејон обухвата површину од 1.610 km² и има 196.100 становника (подаци из 2011). 
Административно, рејон се даље дели у 50 мањих општина.